# Edmund Groag
Edmund Groag (* 2. Februar 1873 in Prerau/Mähren; † 19. August 1945 in Wien) war ein österreichischer Althistoriker und Bibliothekar.

## Leben
Die Eltern Groags stammten aus Mähren: der Vater Berthold (* 1842 in Prerau) und die Mutter Charlotte, geborene Karpeles (* 1851 in Eiwanowitz), hatten 1870 in Loschitz geheiratet und waren vor 1876 nach Wien gezogen. Die Mutter war Schriftstellerin und ist unter verschiedenen Namen bekannt: Charlotte Groag, Carola Belmonte-Groag, Carola Buchheim, Carola Groag-Belmonte. Ihr Vater war der Rabbiner Elias Karpeles (1822–1889), ihre Großväter die mährischen Rabbiner Eleazar Karpeles und David Buchheim; die Reihe der Vorfahren beginnt mit ihren Urgroßvätern Moses Präger-Karpeles und Gerson Buchheim. Ihr Bruder war der Berliner Germanist Gustav Karpeles, Groags Großonkel der Germanist und Prinzenerzieher im London der Fontanezeit Karl Adolph Buchheim. Groags Mutter starb 1928. Im selben Jahr hatte Groag Alberta Schaschek geheiratet.
Der Sohn eines Eisenbahningenieurs studierte nach dem Besuch des Gymnasiums in Wien an der dortigen Universität und wurde 1895 promoviert. Anschließend arbeitete er von 1896 bis 1898 am Archäologisch-epigrafischen Seminar als Stipendiat und nach seiner Stipendiatenreise nach Italien ab 1899 bis 1901 als Bibliothekar des Seminars. Von 1901 bis zu seiner Pensionierung arbeitete er an der Wiener Nationalbibliothek, zuletzt als Abteilungsleiter und Oberstaatsbibliothekar. Daneben blieb Groag weiter als Althistoriker wissenschaftlich tätig und habilitierte sich 1918. Bereits 1902 war er zum korrespondierenden Mitglied des Österreichischen Archäologischen Instituts gewählt worden. 1924 wurde er zum Hofrat ernannt. Ab 1925 war er außerordentlicher Professor für römische Geschichte an der Universität Wien. 1933 wählte ihn das Deutsche Archäologische Institut zum ordentlichen Mitglied. Nach der nationalsozialistischen Machtübernahme wurde Groag, der aus einer jüdischen Familie stammte, aber bereits 1901 zum katholischen Glauben übergetreten war, 1938 zwangspensioniert. Er überstand Krieg und Judenverfolgung in Wien. Im August 1945 starb er schwerkrank im Jüdischen Spital Malzgasse 16 und wurde auf dem Südwestfriedhof beigesetzt. 1950 ließ ihn die Witwe exhumieren und die Urne nach Deutsch Brod (Havlíčkův Brod) überführen.
Groag beschäftigte sich in seinen Arbeiten zur römischen Geschichte vor allem mit der Prosopographie. Zusammen mit Arthur Stein wurde er 1926 von der Preußischen Akademie der Wissenschaften mit der Neubearbeitung der Prosopographia Imperii Romani (PIR²) betraut, nachdem beide bereits 1915 mit dem vierten und letzten Band der ersten Auflage beauftragt worden waren (nicht erschienen). Die ersten beiden Bände der vollständig neu bearbeiteten und infolge des Materialzuwachses wesentlich erweiterten zweiten Auflage erschienen 1933 und 1936. 1939 mussten Groag und Stein die offizielle Herausgeberschaft des Werks abgeben, arbeiteten aber weiter am dritten Band, der 1943 ohne Namensnennung auf dem Titelblatt erschien. Zudem verfasste Groag bereits seit 1897 neben seinem Freund Arthur Stein zahlreiche prosopographische Artikel (insgesamt fast 2200) für Paulys Realencyclopädie der classischen Altertumswissenschaft (RE).

## Schriften (Auswahl)
- mit Heinrich Montzka: Geschichte des Altertums bis zur Begründung des römischen Kaiserreiches. Wien 1914.
- Hannibal als Politiker. Seidel, Wien 1929.
- mit Arthur Stein: Prosopographia Imperii Romani. 2. Auflage. Band 1, de Gruyter, Berlin 1933. Band 2, ebd. 1936. Band 3, ebd. 1943.
- Die römischen Reichsbeamten von Achaia bis auf Diokletian. Hölder, Wien 1939.
- Die Reichsbeamten von Achaia in spätrömischer Zeit. Budapest 1946.